# Thord Narfasson
Thord Narfason, isl. Þórður Narfason, död 1308, var en isländsk lagman på 1200-talet som på Skarð á Skarðsströnd i Dalabyggð på västra Island. Han var son till Narfi Snorrason, präst på Kolbeinsstaðir, och till Valgerður Ketilsdóttur. Hans mormors bror var Gissur Thorvaldsson, Islands sista jarl innan den norske kungens maktövertagande 1264.
Det var troligtvis Thord Narfason som kring år 1300 sammanställde sagorna i Sturlungasagan såsom den har bevarats. De förlagor han använde sig av har alla gått förlorade, utom den längre versionen av Hrafn Sveinbjarnarsons saga.